# ヴォイス・オーヴァー (映画映像の用語)
ヴォイス・オーヴァー（voice-over, VO）はスクリーン内の映像と同期した音声以外のコメンタリー。

## 概要
物語映画でもドキュメンタリー映画でも、この声は実体のないナレーターのものであることもあるし、登場人物のものであることもある（この場合は、内的独白の場合もあれば、観客に直接語りかける形式もある）。ヴォイス・オーヴァーという用語は、あるシーンが現れる前に聞こえるサウンドトラック上の声を指すこともある。
多くのフィーチャー映画は、ヴォイス・オーヴァーを適時短時間用いている。
テレンス・マリックは、『地獄の逃避行』（1973年）、『天国の日々』（1978年）、『シン・レッド・ライン』（1998年）といった作品によって一人称のヴォイス・オーヴァーに極めて重要な意味を込めた監督である。
『サンセット大通り』（ビリー・ワイルダー監督、1950年）と『アメリカン・ビューティー』（サム・メンデス監督）は共に、ヴォイス・オーヴァーで語っている登場人物が既に死んでいるという、技法上の意外な一ひねりを入れている。